# 賓得士K-01
宾得K-01是一款無反光鏡可換鏡頭相機，发布于2012年2月，使用賓得士K卡口镜头。
该相机于2013年2月停产，但在次年7月以新的白色和蓝色版本重新引入日本市场。

## 兼容镜头
宾得K-01是第一款兼容其品牌數位單眼相機镜头的相机。这不同于其他相机厂商，如尼康的F卡口（单反相机与數位单眼相機）与Z卡口（无反光镜可换镜头相机）。
该相机兼容所有K卡口镜头；K卡口镜头于1975年开始生产。没有将相机切换至“A档”（光圈调节优先模式）的镜头只能通过点测光以正确测光。手动对焦镜头仍只能使用手动对焦。

## 图像质量
宾得K-01的传感器与賓得K-5和尼康D7000数位单眼相机相同，是索尼1600万像素的传感器，传感器类型为APS-C CMOS。DXOMARK认为宾得K-01的潜在图像质量略低于宾得K-5和尼康D7000。然而与其他无反光镜可换镜头相机相比，宾得K-01的评级略高于索尼NEX-5N，略低于索尼NEX-7。DXOMARK在运动模式下的低光ISO评级使宾得K-01在测试时在所有无反光镜可换镜头相机中排名第一。

## 所获奖项
宾得K-01的机身结构由马克·纽森设计。该相机在2012年紅點設計大獎中被选为产品设计奖得主，并在2013年德国设计奖中获得金奖。

## 颜色变体
宾得K-01以四种外壳颜色组合发布：黑色机身，白色顶部和黑色握把。黄黑机身，白色顶部和黄色握把。银黑机身，黑色顶部和黑色握把。蓝白版本于2013年7月发布。

## 反响
宾得K-01在发布后几乎立即成为最具争议的产品之一，批评的焦点集中在马克·纽森的设计上，许多人认为该设计使相机太重、太不舒服，控制位置不佳，但同时也承认其强大的图像质量和低光高ISO性能。其他评论者抱怨自动对焦速度慢。宾得K-01的积极方面包括其图像与相机结构坚固性，以及与所有现有宾得K卡口镜头的兼容性。

## 脚注
1. ↑  在运动模式下的低光ISO评级，即评估能提供适当图像质量的最大ISO感光度值（达到一定的信噪比、动态范围和色彩深度）